# Christian Steinmüller
Christian Steinmüller (* 23. Oktober 1927 in Dresden) ist ein ehemaliger deutscher Parteifunktionär der DDR-Blockpartei NDPD. Er war Mitglied des Staatsrates der DDR.

## Leben
Steinmüller, Sohn eines Gewerbetreibenden, besuchte die Oberschule, leistete Kriegsdienst und geriet in Kriegsgefangenschaft. Von 1945 bis 1947 absolvierte er eine Ausbildung zum Industriekaufmann. 1951 trat er der NDPD bei. Zunächst selbstständiger Unternehmer war er ab 1959 Komplementär der Firma H. C. Steinmüller in Dresden, die pharmazeutische Bedarfsartikel herstellte. Von 1952 bis 1954 war er Mitglied des NDPD-Stadtbezirksvorstandes Dresden, von 1954 bis 1955 Abgeordneter der Stadtbezirksverordnetenversammlung sowie ehrenamtlicher Stadtrat. 1955/1956 gehörte er als Abgeordneter der Stadtverordnetenversammlung Dresden an. Von 1959 bis 1961 absolvierte er ein Sonderstudium für Komplementäre an der Hochschule für Ökonomie Berlin (HfÖ). 1962 legt er das Staatsexamen als Diplomwirtschaftler ab. Ab 1962 gehörte er als Mitglied dem NDPD-Kreisausschuss Dresden an. Von 1961 bis 1962 fungierte er als Vorsitzender des NDPD-Stadtbezirksverbandes Dresden-Nord, ab 1962 des NDPD-Kreisausschusses Dresden. Von 1963 bis 1967 war Steinmüller Abgeordneter der Volkskammer und Mitglied des Staatsrates der DDR. Von 1964 bis 1977 gehörte er dem NDPD-Hauptausschuss an. Im September 1966 promovierte er an der HfÖ zum Dr. oec. Von 1971 bis 1986 war er Abgeordneter des Bezirkstages Dresden.

## Werke
- Aufgaben und Zusammenwirken von Komplementär und staatlichem Gesellschafter sowie die Rolle der Erzeugnisgruppenarbeit bei der Entwicklung der Produktivkräfte und Produktionsverhältnisse im Bereich der Betriebe mit staatlicher Beteiligung. HfÖ, Berlin 1966 (Dissertation).

## Auszeichnungen
- Vaterländischer Verdienstorden in Bronze (1965)